# Centrum Demokratyczne i Społeczne – Partia Ludowa
Centrum Demokratyczne i Społeczne – Partia Ludowa (port. Partido do Centro Democrático e Social – Partido Popular, CDS–PP) – portugalska partia polityczna o programie konserwatywnym. Przewodzona przez Paulo Portasa posiada 24 miejsca w 230-osobowym parlamencie. Związana z Kościołem katolickim i tradycyjnie popierana przez elektorat regionów Minho i Trás-os-Montes w północnej części kraju.

## Historia
Założona w 1975 przez Diogo Freitas do Amarala. W tym czasie partia była niewielką, ale odgrywającą znaczącą rolę formacją polityczną. Swój szczyt przeżywała w późnych latach 70. i wczesnych 80., kiedy to razem z Partią Socjaldemokratyczną i kilkoma mniejszymi ugrupowaniami utworzyła Sojusz Demokratyczny. W 1983 Sojusz rozwiązano, a partia straciła 16 z 46 miejsc w parlamencie. W wyborach w 1987 i 1991 szeregi partyjne wydatnie zmniejszyły się, ponieważ część członków przeszła do socjaldemokratów, których lider Aníbal Cavaco Silva zaczął nawiązywać do podobnych ideałów, co kierownictwo Partii Ludowej. Liczba członków parlamentu należących do tej partii zmniejszyła się do 4, a ona sama otrzymała przydomek "partii taksówkarzy". Później jej znaczenie ponownie wzrosło (zwłaszcza po sukcesach w wyborach samorządowych i do Parlamentu Europejskiego), co zostało w dużej mierze spowodowane odejściem Cavaco Silvy z życia politycznego. W trzech następnych wyborach Partia Ludowa uzyskiwała od 14 do 16 mandatów.
Po wyborach w 2002 Partia Ludowa po raz pierwszy od prawie 20 lat weszła w skład gabinetu. Jej lider Paulo Portas został ministrem obrony, Celesta Cardona ministrem sprawiedliwości, a Bagão Félix objął resort polityki społecznej.
W wyborach w 2005 partia utraciła część poparcia i 2 mandaty, co spowodowało rezygnację Paulo Portasa ze stanowiska przewodniczącego. Jego krótkotrwałym następcą został José Ribeiro e Castro, który był jednocześnie posłem do Parlamentu Europejskiego.
W przedterminowych wyborach 2022 (30 styczeń) partia CDU-PP nie uzyskała mandatów do parlamentu krajowego. Był to najgorszy wynik wyborczy w historii tego ugrupowania.

## Przewodniczący
- 1974–1982: Diogo Freitas do Amaral
- 1982–1985: Francisco Lucas Pires
- 1985–1986: Adriano Moreira
- 1986–1992: Diogo Freitas do Amaral
- 1992–1997: Manuel Monteiro
- 1997–2005: Paulo Portas
- 2005–2007: José Ribeiro e Castro
- 2007–2016: Paulo Portas[2]
- 2016–2020: Assunção Cristas
- 2020–2022: Francisco Rodrigues dos Santos
- od 2022: Nuno Melo

## Poparcie
| Wybory | Poparcie | Zmiana punktów procentowych | Mandaty (Zgromadzenie Narodowe) | Zmiana |
| ------ | -------- | --------------------------- | ------------------------------- | ------ |
| 1976   | ?        | ?                           | ?                               | ?      |
| 1979   | ?        | ?                           | ?                               | ?      |
| 1980   | ?        | ?                           | ?                               | ?      |
| 1983   | ?        | ?                           | ?                               | ?      |
| 1985   | ?        | ?                           | ?                               | ?      |
| 1987   | ?        | ?                           | ?                               | ?      |
| 1991   | ?        | ?                           | 5                               | ?      |
| 1995   | 9,10%    | ?                           | 15                              | 10     |
| 1999   | 8,38%    | 0,72                        | 15                              | -      |
| 2002   | 8,92%    | 0,54                        | 14                              | 1      |
| 2005   | 7,46%    | 1,46                        | 12                              | 2      |
| 2009   | 10,81%   | 3,35                        | 21                              | 9      |
| 2011   | 11,70%   | 0,89                        | 24                              | 3      |
| 2022   | 1,64%    |                             | 0                               |        |